# Rjukanfossen
Rjukanfossen er et vandfald som ligger længst mod vest i Vestfjorddalen i Tinn kommune i Vestfold og Telemark fylke i Norge, vest for byen Rjukan. Fossen, som er en del af elven Måna, var en stor turistattraktion i førindustriel tid og blev besøgt fra alle verdenshjørner. Den var et af de første vandfald som blev oplyst ved hjælp af egenskabt elektricitet. Ved fossen blev der tidligt bygget et hotel med tennisbane for ressourcestærke turister.
Fossen har en total faldhøjde på 238 meter og højeste lodrette fald er 104 meter.
I 1905 opkøbte Sam Eyde med investorer, med basis i Rjukanfossen, land i Vestfjorddalen. Vandfaldet blev tæmmet og lagt i rør for at give energi til salpeterproduktion og industriprojektet Norsk Hydro. Vandet anvendes i Vemork vandkraftværk. 
Navnet Rjukan var oprindelig navnet på fossen, mens byen har fået navn fra fossen. Også et vandfald i Tovdalsvassdraget bærer navnet Rjukanfossen.
Ved fossen spilles årlig Marispelet og der lukkes normalt vand ud i elven svarende til normalvandføring i forbindelse med dette arrangement.
Grundet store vandmængder i sommeren 2007 blev Rjukanfossen sluppet helt løs i en længere periode i juli. Dette førte til et markant opsving i turisttilstrømningen til fossen.